# Шу Тин
Шу Тин (кит. трад. 舒婷, пиньинь Shū Tíng; Цзиньцзян, Фуцзянь) — одна из наиболее ярких представителей направления «туманной поэзии» (朦胧诗人) в Китае. Её поэзия и проза переведены на другие языки и опубликованы в различных странах. Личность поэтессы и её литературное наследие играют важную роль в истории китайской литературы XX века, а также в современной литературной жизни Китая. Её работы пользуются популярностью у читателей и являются предметом изучения литературоведов.

### Детство, период обучения и дальнейшая жизнь
Шу Тин родилась в 1952 году в посёлке Шима[уточнить] города Чжанчжоу провинции Фуцзянь, провела детство и юность в городе Сямынь. Она выросла в интеллигентной семье, что оказало значительное влияние на формирование её личности и творческого потенциала. Окружающий её с раннего возраста разнообразный и живописный морской пейзаж способствовал развитию её эстетического восприятия. Однако внезапные трагические обстоятельства, постигшие семью, привели к тому, что её жизнь наполнилась сложным сочетанием радости и горя, что заставило её рано столкнуться с печалью человеческого существования.
В середине 1950-х годов её отец, работавший в банковской сфере, был сослан на трудовые работы в удаленные районы. Мать, испытывающая трудности в продолжении профессиональной деятельности после ареста мужа, была вынуждена покинуть город Чжанчжоу и вернуться в Сямынь вместе с детьми. Трое детей, сильно привязанных друг к другу, были разлучены и отправлены к различным бабушкам. Шу Тин жила вместе с матерью у бабушки по материнской линии, где она находилась под заботой и вниманием. С четырёхлетнего возраста дедушка начал обучать её чтению танских стихотворений в форме детских песен, а бабушка перед сном рассказывала ей истории из «Троецарствия», «Речных заводей» и «Рассказы о чудесах из кабинета Ляо». К третьему классу начальной школы Шу Тин овладела навыками чтения. Период обучения в средней школе сохранился в памяти Шу Тин с ярко выраженной любовью.
Однако регулярное образование завершилось на уровне второго класса средней школы первой ступени. Политические катаклизмы открыли ей обратную сторону жизни. В первые годы «культурной революции» она стала участницей «собрания критики» и была глубоко потрясена. Ей было непонятно, почему мир внезапно стал таким ужасным. Учитель, которого она всегда уважала, был очернен и назван «чёртом с зелёным лицом и длинными клыками», а спокойный комсорг в одночасье превратился в наглого и агрессивного человека. Это внезапное изменение вызвало у неё страх, который заставил её инстинктивно уклоняться от этой безумной революции и занять позицию беглеца.
В 1969 году Шу Тин, оказавшаяся под воздействием интенсивной политической кампании, была направлена в горный район на западе провинции Фуцзянь для работы в составе производственной бригады. Этот этап стал ключевым моментом в её биографии. Она покинула родные места на фоне лозунгов и эмоциональных криков, сопровождающих этот процесс. Перед 17-летней девушкой открылась реальность жизни в её неприкрытой сложности. Существенным потрясением для молодой Шу Тин, только начинавшей свой жизненный путь, стал тяжёлый физический труд, который ей предстояло выполнять в деревне.

### Поэтическое творчество
Поэтический период творчества Шу Тин, охватывающий временные рамки с 1970 по 1990 год, можно условно разделить на несколько этапов. Первый из них, охватывающий период с 1970 по 1980 год, характеризуется постепенным созреванием и становлением её поэзии, что завершается широким признанием со стороны читателей и высокой оценкой литературных критиков. Важными вехами в её творческом развитии являются, прежде всего, школьные годы, в течение которых формируется её глубокая привязанность к литературе и стремление к истине, добру и красоте.
Следующим этапом является деревенский период, который отмечен значительными жизненными уроками и духовным созреванием Шу Тин в процессе общения с образованными сверстниками. Возвращение в город сопровождается чувством одиночества, глубокой созерцательностью и активной перепиской с Цай Цицзяо. Существенное влияние на её мировоззрение и поэтическое творчество оказали встречи с такими представителями «туманной поэзии», как Бэй Дао, Цзян Хэ, Ман Кэ, Ян Лянь и Гу Чэн.

## Оценки
В книге  Хэ Цзяньмина «Стихи дальнего края» один из персонажей пространно цитирует поэму «К дубу» и называет Шу Тин «лучшей поэтессой современности», а также говорит, что несмотря на то, что это любовная поэма, она «подходит для описания сотрудничества Нинся и Фуцзянь.
Если я тебя полюблю, 
то не стану бахвалиться величием за счёт твоих ветвей,
как какая-нибудь лиана...
Поэзия Шу Тин 1970-х годов была трогательной, женское тепло её стихов утешало китайцев, сполна испивших чашу гнёта и унижений. Маленькое «я» героини, меланхолия и тихая сентиментальность её стихов стали звонким боевым кличем и мощно встряхнули коллективистское «мы».  Голос Шу Тин влился в стройный хор «туманных» поэтов, вместе с ними она тоже звала «Человека с большой буквы».Чэнь Сяомин.  Тенденции новейшей китайской литературы.
«Современная художественная литература за рубежом» 1987 (?) года  упоминает Шу Тин и разбирает стихотворение «Стены»:
В качестве образцов поэзии «мэнлун» обычно упоминаются «Ответ» Бэй Дао, «Стена» и «О родина, моя любимая родина» Шу Тин... Всмотримся и вслушаемся в строки «Стены» Шу Тин: «Нет сил сопротивляться стене, / Есть лишь жажда сопротивления...»«Современная художественная литература за рубежом» —  М. Прогресс, 1987 —  Стр. 58